# Hovea similis
Hovea similis är en ärtväxtart som beskrevs av I.Thomps. Hovea similis ingår i släktet Hovea och familjen ärtväxter. Inga underarter finns listade i Catalogue of Life.